# 山田村 (香川県)
山田村（やまだむら）は、香川県綾歌郡にあった村。

## 歴史
- 1890年2月15日 - 町村制施行に伴い、阿野郡山田上村（やまだかみむら）、山田下村（やまだしもむら）、東分村（ひがしぶんむら）が合併し、山田村が発足。
- 1899年4月1日 - 阿野郡が鵜足郡と合併し、綾歌郡となる。
- 1954年4月1日 - 羽床上村・西分村・枌所村と新設合併し、綾上村が発足。同日付で山田村が廃止。